# Новиков, Иван Макарович
Иван Макарович Новиков (19 (31) января 1883 — после 1937) — полковник Российской императорской армии, участник Первой мировой войны и Гражданской войны в России. Кавалер Георгиевского оружия.

## Биография
Иван Новиков родился 19 января 1883 года. По вероисповеданию — православный. После учёбы в Романово-Борисоглебском 3-классном городском училище поступил 23 сентября 1902 года на службу в Российскую императорскую армию и зачислен юнкером в Одесское пехотное юнкерское училище.
22 апреля 1905 года выпущен из Одесского пехотного юнкерского училища в 132-й пехотный Бендерский полк с производством в подпоручики. 9 августа 1908 года произведён в чин поручика. В 1912 году окончил по 1-му разряду Императорскую Николаевскую военную академию с причислением к Генеральному штабу и 15 ноября того же года произведён в штабс-капитаны (со старшинством с 9 августа 1912 года). Приказом по Генеральному штабу № 27 за 1913 год Иван Новиков прикомандирован на 1 год к 132-му пехотному Бендерскому полку в должности командира роты.
Принимал участие в Первой мировой войне. 16 ноября 1914 года получил чин капитана, со старшинством с 9 августа того же года и с переводом в Генеральный штаб и назначением обер-офицером для поручений при штабе 21-го армейского корпуса. 6 октября 1915 года назначен исправляющим должность помощника начальника отделения управления генерал-квартирмейстера штаба Главнокомандующего армиями Западного фронта. 15 августа 1916 года на основании приказа по военному ведомству 1916 года № 379 Иван Новиков произведён в подполковники и утверждён в должности. С 17 декабря 1917 года состоял в распоряжении начальника штаба армий Западного фронта.
Высочайшим приказом от 24 января 1917 года удостоен Георгиевского оружия «за то, что, будучи в чине капитана Генерального штаба старшим адъютантом штаба 21 армейского корпуса, при боевой операции 25 апреля 1915 года, когда корпусу приказано было отойти на новые позиции при тяжелой обстановке, самоотверженной деятельностью, подвергая свою жизнь явной опасности, связывая соседние части и останавливая некоторые из них для сдерживания противника, действительно содействовал своему начальнику в достижении цели, поставленной корпусу».
Произведён в полковники и назначен начальником военно-политического отдела Ставки Верховного главнокомандующего.
После Октябрьской революции присоединился к Белому движению, 1 июля 1918 года вступил в Добровольческую армию, вошедшей вскоре в состав Вооружённых сил Юга России. Состоял председателем Союза взаимной помощи интеллигентных воинов в Киеве. В ноябре 1918 года принял участие в Ясском совещании в составе русской делегации. По состоянию на 1 августа 1920 года служил в Русской армии Врангеля.
После поражения Белого движения эмигрировал в Югославию. По состоянию на 1 апреля 1937 года являлся членом Общества офицеров Генерального штаба.
Жена — Анна Ивановна, сын — Михаил (ум. 27 ноября 1924 года в Белграде).

## Награды
Иван Макарович Новиков удостоен следующих наград:
- Георгиевское оружие (24 января 1917);
- Орден Святой Анны 2-й степени с мечами (15 декабря 1915);
- Орден Святого Владимира 4-й степени с мечами и бантом (23 сентября 1915);
- Орден Святого Станислава 2-й степени с мечами (16 февраля 1915);
- Орден Святой Анны 3-й степени с мечами и бантом (15 января 1915);
- Орден Святого Станислава 3-й степени (15 мая 1912).